# IL-2 Sturmovik
IL-2 Sturmovik é o primeiro jogo da série de simuladores de combate aéreo IL-2 Sturmovik, é focado nas batalhas durante a Segunda Guerra Mundial no Leste Europeu. O nome é uma alusão ao avião soviético Ilyushin Il-2.

## Desenvolvimento Subsequente
O jogo conta com uma série de add-ons, sua última versão contém o patch 4.11 que aumenta o número de aeronaves pilotáveis para 79 e o número de mapas para 41.IL-2 Sturmovik é o simulador de voo com mais tempo de suporte de seu desenvolvedor, de 18 de Novembro de 2001 até Janeiro de 2012.
O jogo agora é distribuído dentro do pacote IL-2 Sturmovik 1946, com todas as expansões e o patch 4.12.

## Recepção
Tanto IL-2 Sturmovik quanto os outros jogos da série obtiveram uma recepção positiva da crítica. No Metacritic recebeu nota 91 de 100, no GameRankings a nota foi de 91,31%.